# Supersport-300-Weltmeisterschaft 2017
Die Supersport-300-Weltmeisterschaft 2017 war die erste in der Geschichte der FIM-Supersport-300-Weltmeisterschaft. Nach insgesamt neun Rennen wurde Marc García mit der Yamaha YZF-R3 Weltmeister.

## Punkteverteilung
Weltmeister wird derjenige Fahrer beziehungsweise der Hersteller, der bis zum Saisonende die meisten Punkte in der Weltmeisterschaft angesammelt hat. Bei der Punkteverteilung werden die Platzierungen im Gesamtergebnis des jeweiligen Rennens berücksichtigt. Die fünfzehn erstplatzierten Fahrer jedes Rennens erhalten Punkte nach folgendem Schema:
| Punkteverteilung | Punkteverteilung | Punkteverteilung | Punkteverteilung | Punkteverteilung | Punkteverteilung | Punkteverteilung | Punkteverteilung | Punkteverteilung | Punkteverteilung | Punkteverteilung | Punkteverteilung | Punkteverteilung | Punkteverteilung | Punkteverteilung | Punkteverteilung |
| ---------------- | ---------------- | ---------------- | ---------------- | ---------------- | ---------------- | ---------------- | ---------------- | ---------------- | ---------------- | ---------------- | ---------------- | ---------------- | ---------------- | ---------------- | ---------------- |
| Platz            | 1                | 2                | 3                | 4                | 5                | 6                | 7                | 8                | 9                | 10               | 11               | 12               | 13               | 14               | 15               |
| Punkte           | 25               | 20               | 16               | 13               | 11               | 10               | 9                | 8                | 7                | 6                | 5                | 4                | 3                | 2                | 1                |

In die Wertung kommen alle erzielten Resultate.

## Wissenswertes
- Die Spanierin Ana Carrasco hat mit ihrem Sieg in Portugal als erste Frau bei einem Weltmeisterschaftslauf in einer Solo-Klasse ein Rennen gewonnen.[1]

## Rennkalender
|   | Datum         | Land           | Strecke                                                  | Streckenlayout |
| - | ------------- | -------------- | -------------------------------------------------------- | -------------- |
| 1 | 2. April      | Spanien        | Motorland Aragón (Alcañiz)                               |                |
| 2 | 30. April     | Niederlande    | TT Circuit Assen (Assen)                                 |                |
| 3 | 14. Mai       | Italien        | Autodromo Enzo e Dino Ferrari (Imola)                    |                |
| 4 | 28. Mai       | Großbritannien | Donington Park (Castle Donington)                        |                |
| 5 | 18. Juni      | Italien        | Misano World Circuit Marco Simoncelli (Misano Adriatico) |                |
| 6 | 20. August    | Deutschland    | Lausitzring (Klettwitz)                                  |                |
| 7 | 17. September | Portugal       | Autódromo Internacional do Algarve (Portimão)            |                |
| 8 | 1. Oktober    | Frankreich     | Circuit de Nevers Magny-Cours (Magny-Cours)              |                |
| 9 | 22. Oktober   | Spanien        | Circuito de Jerez (Jerez de la Frontera)                 |                |

## Teams und Fahrer
(Stand: 17. September 2017)
Die Auflistung der Teams und Fahrer entspricht der offiziellen Starterliste. Ersatz- und Wildcardfahrer sind in dieser Übersicht gesondert gekennzeichnet.
| Nr. | Fahrer                    | Nation         | Team                                    | Motorrad           |
| --- | ------------------------- | -------------- | --------------------------------------- | ------------------ |
| 2   | Ana Carrasco              | Spanien        | ETG Racing                              | Kawasaki Ninja 300 |
| 4   | Finn de Bruin             | Niederlande    | Pearle Gebben Racing                    | Yamaha YZF-R3      |
| 6   | Robert Schotman           | Niederlande    | GRT Yamaha WorldSSP300 Team             | Yamaha YZF-R3      |
| 7   | Nicola Settimo            | Italien        | 2R Road Racing                          | Yamaha YZF-R3      |
| 9   | Ruben Doorakkers          | Niederlande    | MVR Racing                              | Yamaha YZF-R3      |
| 11  | Nicolas Cupaioli          | Italien        | 3ENNE#Racing                            | Yamaha YZF-R3      |
| 12  | Ali Adriansyah Rusmiputro | Indonesien     | Team Pertamina Circuito de Almeria      | Yamaha YZF-R3      |
| 13  | Jacopo Facco              | Italien        | 2R Road Racing                          | Yamaha YZF-R3      |
| 14  | Enzo de la Vega           | Frankreich     | GRT Yamaha WorldSSP300 Team             | Yamaha YZF-R3      |
| 15  | Alfonso Coppola           | Italien        | SK Racing                               | Yamaha YZF-R3      |
| 16  | Tim Georgi                | Deutschland    | Freudenberg Racing-Team                 | Yamaha YZF-R3      |
| 17  | Gabriel Noderer           | Deutschland    | Scuderia Maranga Racing                 | Honda CBR 500 R    |
| 18  | Alex Murley               | Großbritannien | Team Toth                               | Yamaha YZF-R3      |
| 20  | Dorren Loureiro           | Südafrika      | DS Junior Team                          | Kawasaki Ninja 300 |
| 20  | Dorren Loureiro           | Südafrika      | DS Junior Team                          | Yamaha YZF-R3      |
| 21  | Avalon Biddle             | Neuseeland     | Sourz Foods – Benjan Racing             | Kawasaki Ninja 300 |
| 22  | Mykyta Kalinin            | Ukraine        | Team MotoXRacing                        | Yamaha YZF-R3      |
| 23  | Manuel Bastianelli        | Italien        | 3570 Made in CIV                        | Kawasaki Ninja 300 |
| 25  | Borja Sánchez             | Spanien        | Halcourier Racing                       | Yamaha YZF-R3      |
| 26  | Luke Hopkins              | Großbritannien | Hopkins Racing                          | Kawasaki Ninja 300 |
| 27  | Filippo Rovelli           | Italien        | ParkingGo DS Junior Team                | Kawasaki Ninja 300 |
| 28  | Paolo Giacomini           | Italien        | Terra E Moto                            | Yamaha YZF-R3      |
| 33  | Daniel Valle              | Spanien        | Halcourier Racing                       | Yamaha YZF-R3      |
| 35  | Alex Triglia              | Italien        | Scudera Maranga Racing                  | Honda CBR 500 R    |
| 41  | Marc García               | Spanien        | Halcourier Racing                       | Yamaha YZF-R3      |
| 44  | Samuel Aaron Lochoff      | San Marino     | Samurai Racing                          | Yamaha YZF-R3      |
| 51  | Glenn van Straalen        | Niederlande    | Vos – TKR Racing                        | Honda CBR 500 R    |
| 52  | Troy Bezuidenhout         | Südafrika      | Team Toth                               | Yamaha YZF-R3      |
| 54  | Harun Cabuk               | Türkei         | Kawasaki Puccetti Racing                | Kawasaki Ninja 300 |
| 55  | Galang Hendra Pratama     | Indonesien     | Team MOTOXRACING                        | Yamaha YZF-R3      |
| 56  | Nicola Bernabè            | Italien        | GP Project Team                         | Kawasaki Ninja 300 |
| 58  | Trystan Finocchiaro       | Großbritannien | Bierreti By 2R                          | Yamaha YZF-R3      |
| 61  | Daniel Blin               | Polen          | Wojcik FHP YART Racing Team             | Yamaha YZF-R3      |
| 62  | Jared Schultz             | Südafrika      | DDM by BWG_Bike & Motor RT_Grimaldi     | Kawasaki Ninja 300 |
| 66  | Taz Taylor                | Großbritannien | Hel Performance – Benjan Racing         | Kawasaki Ninja 300 |
| 75  | Scott Deroue              | Niederlande    | MTM HS Kawasaki                         | Kawasaki Ninja 300 |
| 77  | Andrea Sibaja Moreno      | Spanien        | Deza-Córdoba Patrimonio de la Humanidad | Honda CBR 500 R    |
| 79  | Chris Taylor              | Großbritannien | MTM HS Kawasaki                         | Kawasaki Ninja 300 |
| 80  | Armando Pontone           | Italien        | IODARacing                              | Yamaha YZF-R3      |
| 84  | Michael Carbonera         | Italien        | SK Racing                               | Yamaha YZF-R3      |
| 87  | Angelo Licciardi          | Belgien        | Team Trasimeno                          | Yamaha YZF-R3      |
| 88  | Mika Pérez                | Spanien        | Wilsport Racedays                       | Honda CBR 500 R    |
| 91  | Luca Bernardi             | San Marino     | MotorZenit                              | Yamaha YZF-R3      |
| 94  | Carl Mitchell             | Großbritannien | Hopkins Racing                          | Kawasaki Ninja 300 |
| 95  | Giuseppe de Gruttola      | Italien        | SK Racing                               | Yamaha YZF-R3      |
| 97  | Maximilian Kappler        | Deutschland    | Freudenberg Racing-Team                 | Yamaha YZF-R3      |
| 99  | Paolo Grassia             | Italien        | 3570 Made in CIV                        | Kawasaki Ninja 300 |
| 121 | Kimi Patova               | Finnland       | Kallio Racing                           | Yamaha YZF-R3      |
| 130 | Renzo Ferreira            | Brasilien      | Kallio Racing                           | Yamaha YZF-R3      |

| Legende         |
| --------------- |
| Stammfahrer     |
| Wildcard-Fahrer |
| Ersatzfahrer    |

Anmerkungen
1. 1 2  Wildcard in Assen
2. 1 2  Wildcard in Deutschland
3. ↑  bis Assen
4. ↑  ab Imola
5. ↑  Wildcard in Aragonien bis Portugal
6. 1 2 3  Wildcard in Portugal
7. ↑  Wildcard in Misano
8. ↑  Ersatz für Biddle in Portugal
9. ↑  Wildcard in Aragonien
10. ↑  Wildcard in Imola und Misano
11. ↑  Ersatz für Hopkins in Imola

## Rennergebnisse
| Nr. | Datum  | Rennen         | Strecke     | Pole-Position   | Platz 1               | Platz 2            | Platz 3         | Schn. Rennrunde | Gesamtführung   | Gesamtführung |
| Nr. | Datum  | Rennen         | Strecke     | Pole-Position   | Platz 1               | Platz 2            | Platz 3         | Schn. Rennrunde | Fahrer          | Konstrukteur  |
| --- | ------ | -------------- | ----------- | --------------- | --------------------- | ------------------ | --------------- | --------------- | --------------- | ------------- |
| 1   | 02.04. | Spanien        | Aragón      | Scott Deroue    | Scott Deroue          | Daniel Valle       | Mika Pérez      | Mika Pérez      | Scott Deroue    | Kawasaki      |
| 2   | 30.04. | Niederlande    | Assen       | Borja Sánchez   | Scott Deroue          | Glenn van Straalen | Alfonso Coppola | Alfonso Coppola | Scott Deroue    | Kawasaki      |
| 3   | 14.05. | Italien        | Imola       | Mika Pérez      | Marc García           | Alfonso Coppola    | Mykyta Kalinin  | Dorren Loureiro | Scott Deroue    | Yamaha        |
| 4   | 28.05. | Großbritannien | Donington   | Alfonso Coppola | Mika Pérez            | Marc García        | Scott Deroue    | Mika Pérez      | Scott Deroue    | Yamaha        |
| 5   | 18.06. | Italien        | Misano      | Mika Pérez      | Mika Pérez            | Armando Pontone    | Alfonso Coppola | Armando Pontone | Scott Deroue    | Yamaha        |
| 6   | 20.08. | Deutschland    | Lausitzring | Alfonso Coppola | Alfonso Coppola       | Marc García        | Robert Schotman | Marc García     | Marc García     | Yamaha        |
| 7   | 17.09. | Portugal       | Portimão    | Alfonso Coppola | Ana Carrasco          | Alfonso Coppola    | Marc García     | Mika Pérez      | Alfonso Coppola | Yamaha        |
| 8   | 01.10. | Frankreich     | Magny-Cours | Alan Muel       | Marc García           | Alfonso Coppola    | Robert Schotman | Daniel Valle    | Marc García     | Yamaha        |
| 9   | 22.10. | Spanien        | Jerez       | Marc García     | Galang Hendra Pratama | Scott Deroue       | Alfonso Coppola | Alfonso Coppola | Marc García     | Yamaha        |

## Wertungen

### Fahrer
| Pos. | Fahrer                    | Maschine | ESP | NLD | ITA | GBR | ITA | DEU | POR | FRA | ESP | Gesamt- punkte |
| ---- | ------------------------- | -------- | --- | --- | --- | --- | --- | --- | --- | --- | --- | -------------- |
| 1    | Marc García               | Yamaha   | DNF | 6   | 1   | 2   | 6   | 2   | 3   | 1   | 4   | 139            |
| 2    | Alfonso Coppola           | Yamaha   | 11  | 3   | 2   | DSQ | 3   | 1   | 2   | 2   | 3   | 138            |
| 3    | Scott Deroue              | Kawasaki | 1   | 1   | 11  | 3   | 12  | DSQ | 7   | 9   | 2   | 111            |
| 4    | Mika Pérez                | Honda    | 3   | 24  | 10  | 1   | 1   | DSQ | 5   | 4   | 8   | 104            |
| 5    | Daniel Valle              | Yamaha   | 2   | DNF | 13  | 8   | 10  | 4   | 4   | 5   | 5   | 85             |
| 6    | Borja Sánchez             | Yamaha   | 4   | 4   | 4   | 22  | 7   | 5   | 6   | 7   | 9   | 85             |
| 7    | Robert Schotman           | Yamaha   | DNF | DNF | 9   | 5   | 5   | 3   | 9   | 3   | 6   | 78             |
| 8    | Ana Carrasco              | Kawasaki | 10  | 7   | 12  | 9   | 14  | 12  | 1   | 20  | 14  | 59             |
| 9    | Dorren Loureiro           | Kawasaki | 8   | 5   |     |     |     |     |     |     |     | 59             |
| 9    | Dorren Loureiro           | Yamaha   |     |     | 6   | 12  | 4   | 9   | 14  | 13  | 15  | 59             |
| 10   | Mykyta Kalinin            | Yamaha   | DNF | DNF | 3   | DNF | 8   | 6   | 12  | 14  | 12  | 44             |
| 11   | Armando Pontone           | Yamaha   | 15  | 15  | 21  | 4   | 2   | 10  | 19  | 28  | 16  | 41             |
| 12   | Paolo Grassia             | Kawasaki | 6   | 23  | 8   | 11  |     |     | 10  | 6   |     | 39             |
| 13   | Alex Murley               | Yamaha   | 13  | 10  | 15  | 10  | 11  | DNF | 15  | 12  | 32  | 26             |
| 14   | Galang Hendra Pratama     | Yamaha   |     |     |     |     |     |     | DNF |     | 1   | 25             |
| 15   | Giuseppe de Gruttola      | Yamaha   | 7   | 13  | 5   | 14  | DNF | 26  |     |     |     | 25             |
| 16   | Paolo Giacomini           | Yamaha   | 9   | DNF | DNF | 6   | DNF | 19  | 35  | 29  | 10  | 23             |
| 17   | Jacopo Facco              | Yamaha   | 21  | 12  | 19  | 17  | DNF |     | 8   | 8   | 13  | 23             |
| 18   | Ali Adriansyah Rusmiputro | Yamaha   | DNF | DNF | 14  | 7   | DNF | 11  | 16  | 21  | 11  | 21             |
| 19   | Glenn van Straalen        | Honda    |     | 2   |     |     |     |     |     |     |     | 20             |
| 20   | Angelo Licciardi          | Yamaha   | 5   | DNF | 22  | DNF | 9   | 15  | 18  | 24  | 24  | 19             |
| 21   | Enzo de la Vega           | Yamaha   | DNF | DNF | 18  | 16  | 15  | DNF | 13  | 10  | 7   | 19             |
| 22   | Harun Cabuk               | Kawasaki | 14  | 8   | INJ | INJ | INJ | 17  | 11  | 18  | 20  | 15             |
| 23   | Tim Georgi                | Yamaha   |     |     |     |     |     | 7   |     |     |     | 9              |
| 24   | Luca Bernardi             | Yamaha   |     |     | 7   |     | DNF |     |     |     |     | 9              |
| 25   | Michael Carbonera         | Yamaha   | 20  | 17  | 23  | 15  | 13  | DNF | 23  | 11  | 22  | 9              |
| 26   | Maximilian Kappler        | Yamaha   |     |     |     |     |     | 8   |     |     |     | 8              |
| 27   | Ruben Doorakkers          | Yamaha   | DNF | 9   | 27  | DNF | 21  | 18  | 24  | 26  | 35  | 7              |
| 28   | Kimi Patova               | Yamaha   | DNF | 11  | DNF | 20  | DNF | DNF | 33  | DNF | 21  | 5              |
| 29   | Manuel Bastianelli        | Kawasaki | 12  | DNF | 17  | DNF | 18  | DNF | 29  | 23  | 23  | 4              |
| 30   | Gabriel Noderer           | Honda    | 19  | 14  | 25  | 19  | DNF | 14  | 26  | DNF | 26  | 4              |
| 31   | Alex Triglia              | Honda    | 23  | DNF | 24  | 18  | 28  | 13  | DNF | 19  | DNF | 3              |
| 32   | Filippo Rovelli           | Yamaha   | 17  | 16  | 20  | 13  | 16  | 16  | 17  | 17  | 18  | 3              |
| 33   | Valentin Grimoux          | Yamaha   |     |     |     | 27  | 23  | 21  | 32  | 15  | 30  | 1              |
|      | Chris Taylor              | Kawasaki | 16  | DNF | 16  | DNF | DNF | DSQ | 21  | DNF | 17  | 0              |
|      | Marco Carusi              | Kawasaki |     |     |     |     | 17  | DNF | 25  | 31  | 27  | 0              |
|      | Renzo Ferreira            | Yamaha   | DNF | 18  | DNF | DNF | 22  | 20  | 31  | 27  | 29  | 0              |
|      | Edoardo Rovelli           | Yamaha   | 18  | 26  | 26  | 23  | 24  | 23  | 27  | DNF | 31  | 0              |
|      | Avalon Biddle             | Kawasaki | DNF | 19  | 29  | 26  | 26  | DNF |     |     |     | 0              |
|      | Alan Muel                 | Yamaha   |     |     |     |     |     |     |     | DNF |     | 0              |
|      | Dorian Da-Ré              | Yamaha   |     |     |     |     |     |     |     | 22  |     | 0              |
|      | Nicola Bernabè            | Kawasaki |     |     |     |     | 19  |     |     |     |     | 0              |
|      | Nicola Settimo            | Yamaha   |     | 20  | 30  | 28  | 25  | 22  | 30  | 25  | 28  | 0              |
|      | Daniel Blin (Rennfahrer)  | Yamaha   |     |     |     |     |     |     | 20  |     |     | 0              |
|      | Jared Schultz             | Kawasaki |     | 22  | 31  | 21  | DNF | 24  |     | 30  |     | 0              |
|      | Troy Bezuidenhout         | Yamaha   | 25  | 21  | 28  |     |     |     |     |     |     | 0              |
|      | Luke Hopkins              | Kawasaki | 22  | INJ | INJ | 25  | DNF |     |     |     |     | 0              |
|      | Asrin Rodi Pak            | Kawasaki |     |     |     | 24  | 20  |     |     |     |     | 0              |
|      | Taz Taylor                | Yamaha   |     |     |     |     |     |     | 22  | 16  |     | 0              |
|      | Andrea Sibaja Moreno      | Honda    | 24  |     |     |     |     |     |     |     | 33  | 0              |
|      | Nicolas Cupaioli          | Yamaha   |     | 25  | 33  | 29  | 27  |     |     |     |     | 0              |
|      | Samuel Aaron Lochoff      | Yamaha   |     |     |     |     |     |     | 28  |     |     | 0              |
|      | Carl Mitchell             | Kawasaki |     |     | 32  |     |     |     |     |     |     | 0              |
|      | Trystan Finocchiaro       | Yamaha   |     |     |     |     |     | DNF | 34  | 32  | DNF | 0              |
|      | Finn de Bruin             | Yamaha   |     | DNF |     |     |     |     |     |     |     | 0              |
|      | Tom Edwards               | Kawasaki |     |     |     |     |     |     |     |     | 19  | 0              |
|      | Reid Battye               | Kawasaki |     |     |     |     |     |     |     |     | 25  | 0              |
|      | Manuel Gonzales           | Yamaha   |     |     |     |     |     |     |     |     | 34  | 0              |

| Farbe         | Bedeutung                               |
| ------------- | --------------------------------------- |
| Gold          | Sieger                                  |
| Silber        | 2. Platz                                |
| Bronze        | 3. Platz                                |
| Grün          | Platzierung in den Punkten              |
| Blau          | Klassifiziert außerhalb der Punkteränge |
| Violett       | Rennen nicht beendet (DNF)              |
| Violett       | nicht klassifiziert (NC)                |
| Rot           | nicht qualifiziert (DNQ)                |
| Schwarz       | disqualifiziert (DSQ)                   |
| Weiß          | nicht am Start (DNS)                    |
| Weiß          | zurückgezogen (WD)                      |
| Weiß          | Rennen abgesagt (C)                     |
| ohne Farbe    | nicht am Training teilgenommen (DNP)    |
| ohne Farbe    | verletzt oder krank (INJ)               |
| ohne Farbe    | ausgeschlossen (EX)                     |
| ohne Farbe    | nicht erschienen (DNA)                  |
| fett          | Pole-Position                           |
| kursiv        | Schnellste Rennrunde                    |
| unterstrichen | WM-Führung                              |
| hochgestellt  | Platzierung im Sprintrennen             |

### Konstrukteure
| Pos. | Konstrukteur | ESP | NLD | ITA | GBR | ITA | DEU | POR | FRA | ESP | Gesamt- punkte |
| ---- | ------------ | --- | --- | --- | --- | --- | --- | --- | --- | --- | -------------- |
| 1    | Yamaha       | 2   | 3   | 1   | 2   | 2   | 1   | 2   | 1   | 1   | 196            |
| 2    | Kawasaki     | 1   | 1   | 8   | 3   | 12  | 12  | 1   | 9   | 2   | 134            |
| 3    | Honda        | 3   | 2   | 10  | 1   | 1   | 13  | 5   | 4   | 8   | 127            |